# Drømmeren
Drømmeren (prt: Memórias de uma Escritora) é uma série de televisão de drama dinamarquesa escrita por Dunja Gry Jensen e Per Daumiller e dirigida por Jeanette Nordahl. É estrelada por Connie Nielsen no papel da escritora Karen Blixen. O elenco também inclui Joachim Fjelstrup, Lars Mikkelsen, Lochlann O'Mearáin e Josephine Grau.

## Enredo
Depois de dezessete anos no Quénia, Karen Blixen retorna para a Dinamarca divorciada e sem um tostão. A série conta a história de como ela se tornou uma escritora mundialmente famosa.

## Elenco
- Connie Nielsen como Karen Blixen
  - Katinka Evers-Jahnsen como Karen jovem
- Joachim Fjelstrup como Tommy
- Lars Mikkelsen como Knud
- Lochlann O'Mearáin como Denys
- Josephine Grau como Jonna
- Johannes Kuhnke como Bror Blixen
- Missoum Slimani como Said
- Didier Colfs como Mira Jama
- Joakim Munck af Rosenschöld como Alfred
- Hanne Uldal como Ingeborg
- Lene Maria Christensen como Elle
- Solbjørg Højfeldt como Bess
- Clara Ellegaard como Gerda
- Anne Fletting como Madame Rasmussen
- Vilje Gabrielle Katring-Rasmussen como Anne

## Prêmios e indicações
| Ano  | Prêmio                        | Categoria                       | Indicado       | Resultado |
| 2023 | 51º Emmy International Awards | Melhor Performance de uma Atriz | Connie Nielsen | Indicado  |